# Луїсвілл (Канзас)
Луїсвілл (англ. Louisville) — місто (англ. city) в США, в окрузі Поттаватомі штату Канзас. Населення — 131 особа (2020).

## Географія
Луїсвілл розташований за координатами 39°14′59″ пн. ш. 96°18′52″ зх. д. / 39.24972° пн. ш. 96.31444° зх. д. (39.249855, -96.314531).  За даними Бюро перепису населення США в 2010 році місто мало площу 1,27 км², уся площа — суходіл.

## Демографія
Згідно з переписом 2010 року, у місті мешкало 188 осіб у 78 домогосподарствах у складі 39 родин. Густота населення становила 148 осіб/км².  Було 96 помешкань (75/км²).
Расовий склад населення:
| - 92,0 % — білих - 1,1 % — корінних американців - 4,3 % — осіб інших рас |

До двох чи більше рас належало 2,7 %. Частка іспаномовних становила 5,9 % від усіх жителів.
За віковим діапазоном населення розподілялося таким чином: 22,9 % — особи молодші 18 років, 66,5 % — особи у віці 18—64 років, 10,6 % — особи у віці 65 років та старші. Медіана віку мешканця становила 34,5 року. На 100 осіб жіночої статі у місті припадало 104,3 чоловіків;  на 100 жінок у віці від 18 років та старших — 104,2 чоловіків також старших 18 років.
Середній дохід на одне домашнє господарство  становив 39 347 доларів США (медіана — 33 500), а середній дохід на одну сім'ю — 39 271 долар (медіана — 34 000). За межею бідності перебувало 43,3 % осіб, у тому числі 71,4 % дітей у віці до 18 років та 6,9 % осіб у віці 65 років та старших.
Цивільне працевлаштоване населення становило 116 осіб. Основні галузі зайнятості: мистецтво, розваги та відпочинок — 19,0 %, будівництво — 19,0 %, виробництво — 18,1 %.